# Касони (Верона)
Касони је насеље у Италији у округу Верона, региону Венето.
Према процени из 2011. у насељу је живело 138 становника. Насеље се налази на надморској висини од 24 м.